# Canal de navegación del Duero

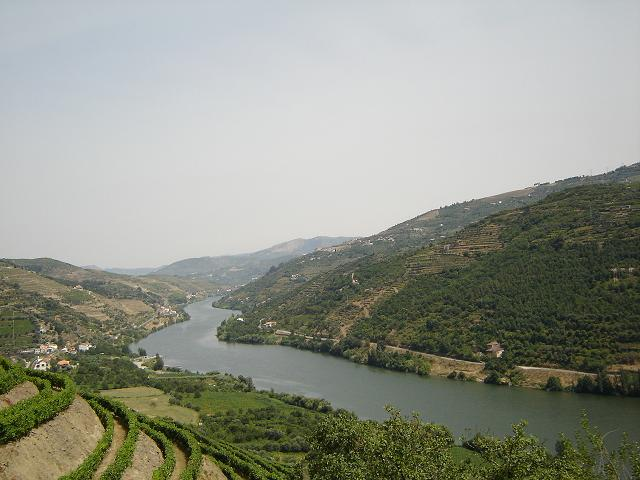
Tramo portugués del Duero, regulado gracias a las presas

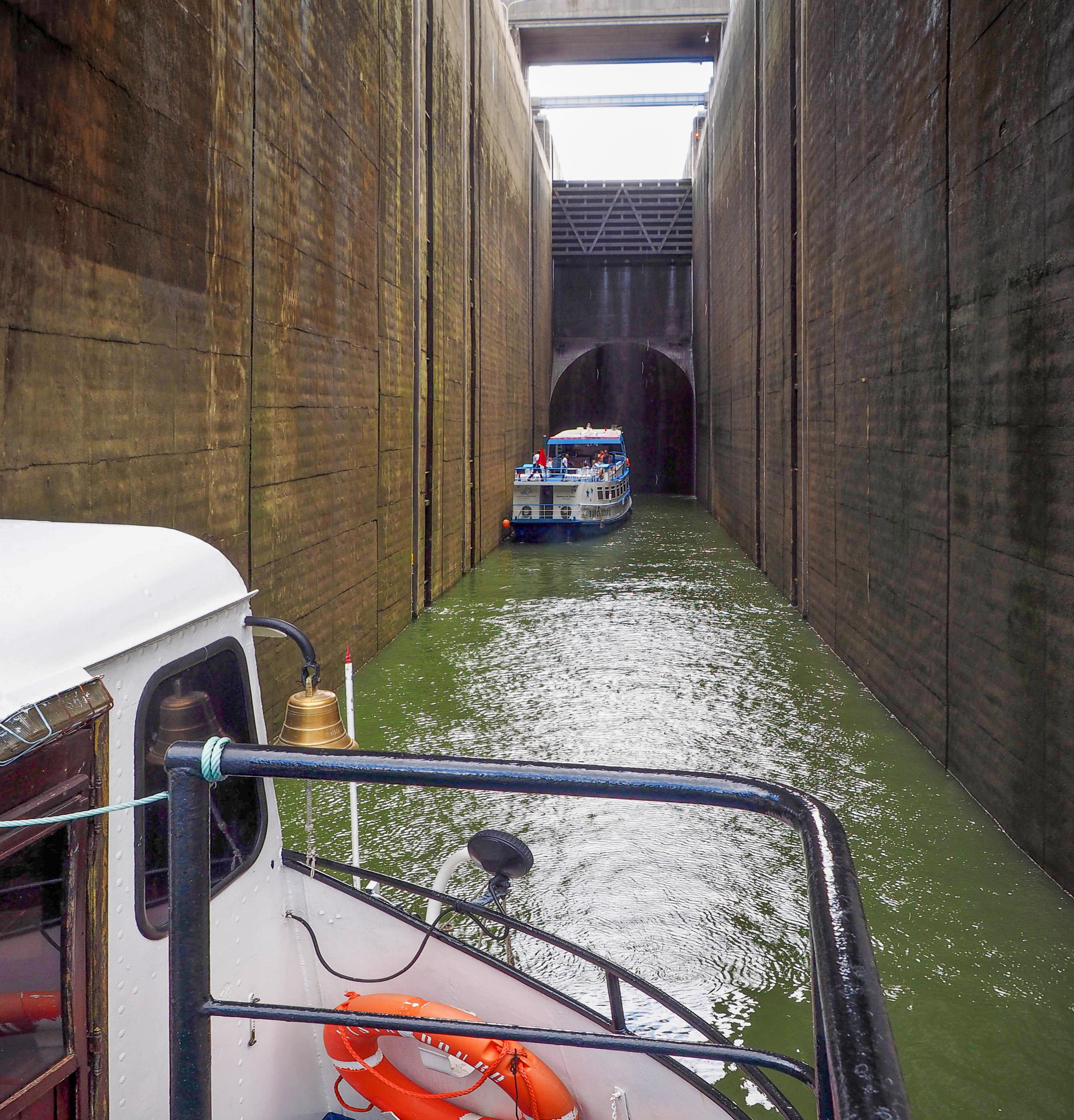
Esclusa en la presa de Valeira para facilitar la navegación de los barcos

El canal de navegación del Duero es una hidrovía portuguesa con 208 km de extensión, que desde 1990 permite la navegación en el río Duero desde su estuario en el océano Atlántico hasta a la desembocadura del río Águeda, en el límite con el Duero internacional de la frontera con España.
Es accesible a navíos fluvio-marítimos de hasta 2500 toneladas, por lo menos hasta al puerto comercial de Lamego.
La esclusa del Carrapatelo construida en 1971 es una de las mayores del mundo, salvando un desnivel de 35,0 m.

## Historia
La eliminación del Cachão da Valeira en 1791 abrió el Duero superior a la navegación fluvial, que durante mucho tiempo fue asegurada por los típicos barcos rabelos, tirados desde los caminos de sirga cuando era necesario.

## Características técnicas actuales
- Anchura del canal de navegación: 40 m (lecho rocoso) a 60 m (lecho aluvial)
- Profundidad mínima: 4,2 m (pero solo 2,5 m entre Pinhão y Pocinho)

### Cotas
- Oporto - Estuario del Duero: nivel del mar
- Barca de Alba: 125 m

### Esclusas
Los desniveles son salvados por cinco esclusas, que tienen longitudes comprendidas entre 86,0 y 92,0 m y una anchura constante de 12,1 m:
- Esclusa n.º 1: presa de Crestuma-Lever (1986) – desnivel máximo de 13,9 m
- Esclusa n.º 2: presa de Carrapatelo (1971) – desnivel máximo de 35,0 m
- Esclusa n.º 3: presa de Régua (1973) – desnivel máximo de 28,5 m
- Esclusa n.º 4: presa de Valeira (1976) – desnivel máximo de 33,0 m
- Esclusa n.º 5: presa de Pocinho (1983) – desnivel máximo de 22,0 m

### Puertos comerciales
- Sardoura (1988)
- Várzea do Douro (2003)
- Lamego (1989)
- Muelle de Vega Terrón (La Fregeneda, España)